# Truist Park
Der Truist Park ist ein Baseball-Stadion in der Metropolregion Atlanta. Es liegt in Cumberland im Cobb County, rund 10 Meilen (16 km) nordwestlich von Downtown Atlanta. Es ist die Heimspielstätte der Atlanta Braves aus der Major League Baseball. Es löste das Turner Field als Spielstätte der Braves ab. Den symbolischen, ersten Ballwurf (englisch Ceremonial first pitch) führte Braves-Legende Hank Aaron aus.

## Geschichte
Am 11. November 2013 gaben die Braves bekannt, dass sie ihr Spielfeld nach der Saison 2016 für ein neues Stadion verlassen würden. Seit April 2017 tragen die Braves ihre Heimspiele im Truist Park aus.
Der Truist Park wurde in einer öffentlich-privaten Partnerschaft (ÖPP) mit einem Projektbudget von 622 Mio. US-Dollar errichtet. Cobb-Marietta Coliseum & Exhibit Hall Authority hat bis zu 397 Mio. US-Dollar in Anleihen für das Projekt ausgestellt. Der Bezirk erhöhte 368 Mio. US-Dollar durch Anleihen, 14 Mio. US-Dollar durch Transportsteuern und 10 Mio. US-Dollar von Unternehmen in der Cumberland Community Improvement District. Die Braves steuerten das restliche Geld für den Park und die Battery Atlanta (Bereich rund um das Stadion mit Shops etc.) bei. Insgesamt kostete das Bauprojekt 1,1 Mrd. US-Dollar.
Die Braves trugen am 31. März 2017 ein Spiel der Preseason gegen die New York Yankees als Soft Opening für Dauerkarteninhaber aus. Die Atlanta Braves bezwangen die Yankees mit 8:5. Am 8. April des Jahres trugen die Mannschaften der University of Georgia (Georgia Bulldogs) und der University of Missouri (Missouri Tigers) die erste Partie für die allgemeine Öffentlichkeit aus. Vor 33.025 Zuschauern verloren die Bulldogs mit 1:6 gegen die Tigers. Die erste Partie der Braves in der Regular Season der MLB fand in der neuen Heimat am 14. April 2017 statt, ein 5:2-Sieg gegen die San Diego Padres.
Im Januar 2020 wurde das Stadion der Braves umbenannt. Aus dem SunTrust Park wurde der Truist Park. Der neue Name entstand durch die Fusion von SunTrust Banks mit der BB&T Bank.